# Amalosia rhombifer
Amalosia rhombifer är en ödleart som beskrevs av  Gray 1845. Amalosia rhombifer ingår i släktet Amalosia och familjen Diplodactylidae. Inga underarter finns listade i Catalogue of Life.